# Thomas White (marchand)
Pour les articles homonymes, voir Thomas White.

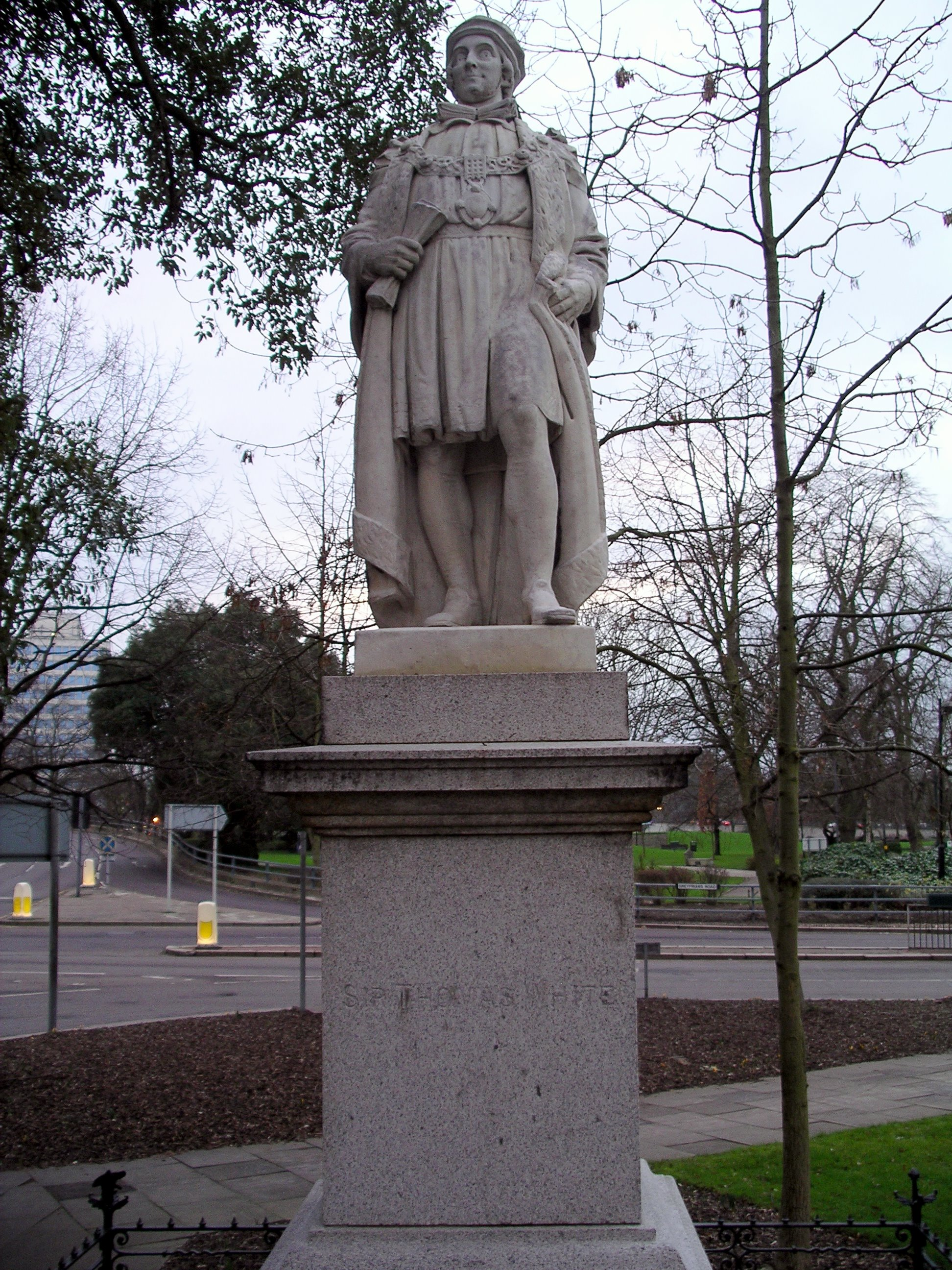
Statue de Thomas White à Coventry

Thomas White, né en 1492 et mort le 12 février 1567, est un marchand de tissus anglais, lord-maire de Londres en 1553, et un bienfaiteur civique, fondateur du St John's College d'Oxford.

## Biographie
Né vraisemblablement à Reading, il est le fils de William White, un drapier de Reading, et de sa femme, Mary, fille de John Kibblewhite de South Fawley. Il est élevé à Londres. 
Marié deux fois, à Avicia (morte en 1558) et à Joan, il devient le membre principal de la guilde de Merchant Taylors (Worshipful Company of Merchant Taylors (en)) et exerce aussi les fonctions de shérif de la Cité de Londres en 1547. Il est élu lord-maire de Londres en 1553. Il est anobli la même année par la reine Marie Ire et est membre de la commission lors du procès de Jane Grey.
En 1555, inspiré par l'exemple de Thomas Pope, fondateur du Trinity College d'Oxford, White obtient une licence royale pour la fondation du St John's College d'Oxford, dédié au saint patron des Merchant Taylors. Il participe à la fondation de l'école Merchant Taylors et prend des dispositions pour que les universitaires du collège soient nommés parmi les élèves de l'école. Il a également établi des bourses d'études au St John's College, accessibles aux élèves de la Tonbridge School, de la Bristol Grammar School (en), de la Reading School (en) et de la King Henry VIII School, à Coventry où l'une des quatre maisons de l'école porte son nom. Il acquiert Gloucester Hall (en) et l'aménage en 1560 comme résidence pour les universitaires ; c'est la base de la fondation ultérieure du Worcester College. En raison de sa philanthropie, il est répertorié dans Nine Worthies of London (en) de Richard Johnson en 1592.

### Organisation caritative de prêt Sir Thomas White
L'organisme de bienfaisance est fondé en 1542 et existe toujours de nos jours. Elle accorde des prêts sans intérêt aux futurs hommes d'affaires du Leicestershire et du Rutland. Il existe plusieurs mémoriaux dédiés à White en Angleterre et il est honoré sur la Tour de l'Horloge de Leicester.